# Могила (Ямбольська область)
Моги́ла (болг. Могила) — село в Ямбольській області Болгарії. Входить до складу общини Тунджа.

## Населення
За даними перепису населення 2011 року у селі проживали 457 осіб.
Національний склад населення села:
| Національність   | Кількість осіб | Відсоток |
| ---------------- | -------------- | -------- |
| болгари          | 337            | 78,9%    |
| цигани           | 85             | 19,9%    |
| турки            | 0              | 0%       |
| Всього відповіли | 427            |          |

Розподіл населення за віком у 2011 році:
Динаміка населення: